# Justine (Vorname)
Justine ist ein weiblicher Vorname.

## Varianten
Justine (deutsch, französisch, englisch, niederländisch), Justina (litauisch, spanisch, polnisch), Justyna (polnisch, jüdisch), Giustina (italienisch). Kurzformen: Justi, Tina, Tine, Tini, Jussy, Jusse, Jusi, Jussi
Die männliche Form des Namens ist Justin.

## Herkunft und Bedeutung
Lateinisch justitia: die Gerechtigkeit → Justine: die Gerechte

## Namenstag
7. Oktober

## Namensträgerinnen

### Vorname

#### Justina
- Justina Grigaravičienė (* 1980), litauische Politikerin, Vizeministerin
- Justina Jakštienė (* 1980), litauische Politikerin, Vizeministerin
- Justina Lavrenovaitė-Perez (* 1984), litauische Fußballschiedsrichterin
- Justina Mikulskytė (* 1996), litauische Tennisspielerin
- Justina Vitkauskaitė Bernard (* 1978), litauische Politikerin, Mitglied im Europaparlament

#### Justine
- Justine Bateman (* 1966), US-amerikanische Schauspielerin
- Justine Henin (* 1982), belgische Tennisspielerin
- Justine Frischmann (* 1969), britische Musikerin, siehe Elastica
- Justine Joli (* 1980), US-amerikanische Pornodarstellerin
- Justine Lévy (* 1974), französische Schriftstellerin
- Justine Musk (* 1972), kanadische Schriftstellerin
- Justine Picardie (* 1961), britische Journalistin und Autorin
- Justine Siegemundin (1636–1705), Hebamme
- Justine Waddell (* 1976), südafrikanische Schauspielerin

#### Justyna
- Justyna Kasprzycka (* 1987), polnische Leichtathletin
- Justyna Kowalczyk (* 1983), polnische Skilangläuferin
- Justyna Steczkowska (* 1972), polnische Popmusikerin

### Kunstfigur
- Justine, Hauptperson eines Romans von Marquis de Sade

## Maskottchen
- Justine als französischer Name der Faironika